# Botanical Review
Botanical Review is een botanisch tijdschrift van de New York Botanical Garden. Het tijdschrift is in 1935 opgericht. De New York Botanical Garden geeft het tijdschrift vier keer per jaar uit in samenwerking met Springer.
Het tijdschrift richt zich op overzichtsartikelen. Onderwerpen die worden behandeld, zijn systematiek, fytogeografie, evolutie, fysiologie, ecologie, morfologie, paleobotanie en anatomie. 